# Dordogne (departement)
Dordogne is een departement in het zuidwesten van Frankrijk in de regio Nouvelle-Aquitaine. De prefectuur is Périgueux. Dordogne is het op twee na grootste departement van metropolitaans Frankrijk, na Gironde en Landes die allebei in dezelfde regio liggen. Het is vernoemd naar de gelijknamige rivier.

## Geschiedenis
Het departement was een van de 83 departementen die werden gecreëerd tijdens de Franse Revolutie, op 4 maart 1790 door uitvoering van de wet van 22 december 1789, uitgaande van de provincie Périgord. Het departement werd genoemd naar de rivier de Dordogne. Het departement was onderdeel van de regio Aquitaine tot dat op 1 januari 2016 werd opgeheven.
De geschiedenis van Dordogne gaat terug tot de prehistorie, de periode van 25.000 - 10.000 v.Chr. in het laatpaleolithische tijdperk, de Magdaleniënperiode. Er zijn veel grotten met prehistorische rotstekeningen in Dordogne, vooral in de Vallée de Vézère en de omgeving van Les Eyzies de Tayac, zoals onder andere de grot van Lascaux of de Grotte de Font-de-Gaume, een van de weinige grotten waar een beperkt aantal bezoekers nog de originele tekeningen kan bewonderen.
In de Oudheid werd het gebied bewoond door Galliërs. De Romeinen bezetten het gebied in 59 voor Chr. Na de Romeinse periode volgde de heerschappij van de Frankische Merovingen en Karolingen.
Vanaf de 11e eeuw tot de 15e eeuw was Dordogne het toneel van oorlogen tussen Frankrijk en Engeland. Begin 13e eeuw werd er een kruistocht gevoerd tegen de Katharen/Albigenzen. Vanaf 1540 tot 1699 waren er diverse godsdienstoorlogen.
Het gebied is rijk aan kastelen. Het kasteel Les Milandes is bekend als de woning van Josephine Baker.

## Geografie
Dordogne is verdeeld in vier gebieden:
- Périgord Blanc: het wit verwijst naar de kalkstenen grondlagen.
- Périgord Noir: het zwart verwijst naar de zwarte truffels die daar in overvloed te vinden zijn.
- Périgord Pourpre: het purper verwijst naar de druivenstreek waar de bladeren in de herfst paars verkleuren.
- Périgord Vert: het groen verwijst naar de groene omgeving door de relatief hoge neerslag.

Het departement wordt begrensd door de departementen Haute-Vienne, Corrèze, Lot, Lot-et-Garonne, Gironde, Charente-Maritime en Charente.
- Breedtegraad: tussen 0°3' WL en 1°25' OL.
- Lengtegraad: tussen 44°35' en 45°42' NB.

Dordogne bestaat uit vier arrondissementen:
- arrondissement Bergerac
- arrondissement Nontron
- arrondissement Périgueux
- arrondissement Sarlat-la-Canéda

Dordogne bestaat uit 25 kantons:
- Kantons van Dordogne.

Dordogne bestaat uit 503 gemeenten:
- Lijst van gemeenten in het departement Dordogne

Bekende plaatsen:
- Nontron
- Montignac
- Beynac-et-Cazenac
- La Roque-Gageac
- Les Eyzies de Tayac
- Sarlat-la-Canéda
- Domme

## Demografie
De inwoners van Dordogne heten Périgourdins (naar de naam van de voormalige provincie Périgord die nagenoeg met het departement Dordogne overeenkomt).

### Demografische evolutie sinds 1962
| Naam       | Index 1962 | Index 1968 | Index 1975 | Index 1982 | Index 1990 | Index 1999 | Index 2008 | Index 2019 |
| ---------- | ---------- | ---------- | ---------- | ---------- | ---------- | ---------- | ---------- | ---------- |
| Dordogne   | 100,0      | 99,6       | 99,4       | 100,5      | 102,9      | 103,4      | 109,0      | 110,1      |
| Frankrijk* | 100,0      | 107,1      | 113,3      | 117,0      | 121,9      | 126,0      | 133,8      | 140,1      |

| Naam       | Inw./Km² 1962 | Inw./km² 1968 | Inw./km² 1975 | Inw./km² 1982 | Inw./km² 1990 | Inw./km² 1999 | Inw./km² 2008 | Inw./km² 2019 |
| ---------- | ------------- | ------------- | ------------- | ------------- | ------------- | ------------- | ------------- | ------------- |
| Dordogne   | 41,4          | 41,3          | 41,2          | 41,7          | 42,6          | 42,9          | 45,2          | 45,6          |
| Frankrijk* | 84,2          | 90,1          | 95,4          | 98,5          | 102,7         | 106,1         | 112,7         | 119,7         |

Frankrijk* = exclusief overzeese gebieden
Bron: Recensement Populaire INSEE - 1962 tot 1999 population sans doubles comptes, nadien Population Municipale
Op 1 januari 2022 had Dordigne 416.325 inwoners.

### De 10 grootste gemeenten in het departement
| #  | Gemeente              | Aantal inwoners (2022) |
| -- | --------------------- | ---------------------- |
| 1  | Périgueux             | 29.876                 |
| 2  | Bergerac              | 26.852                 |
| 3  | Boulazac Isle Manoire | 10.628                 |
| 4  | Sarlat-la-Canéda      | 8.786                  |
| 5  | Coulounieix-Chamiers  | 7.537                  |
| 6  | Trélissac             | 7.319                  |
| 7  | Terrasson-Lavilledieu | 6.262                  |
| 8  | Montpon-Ménestérol    | 5.845                  |
| 9  | Saint-Astier          | 5.309                  |
| 10 | Sanilhac              | 4.720                  |

## Afbeeldingen

Landschap bij Lusignac
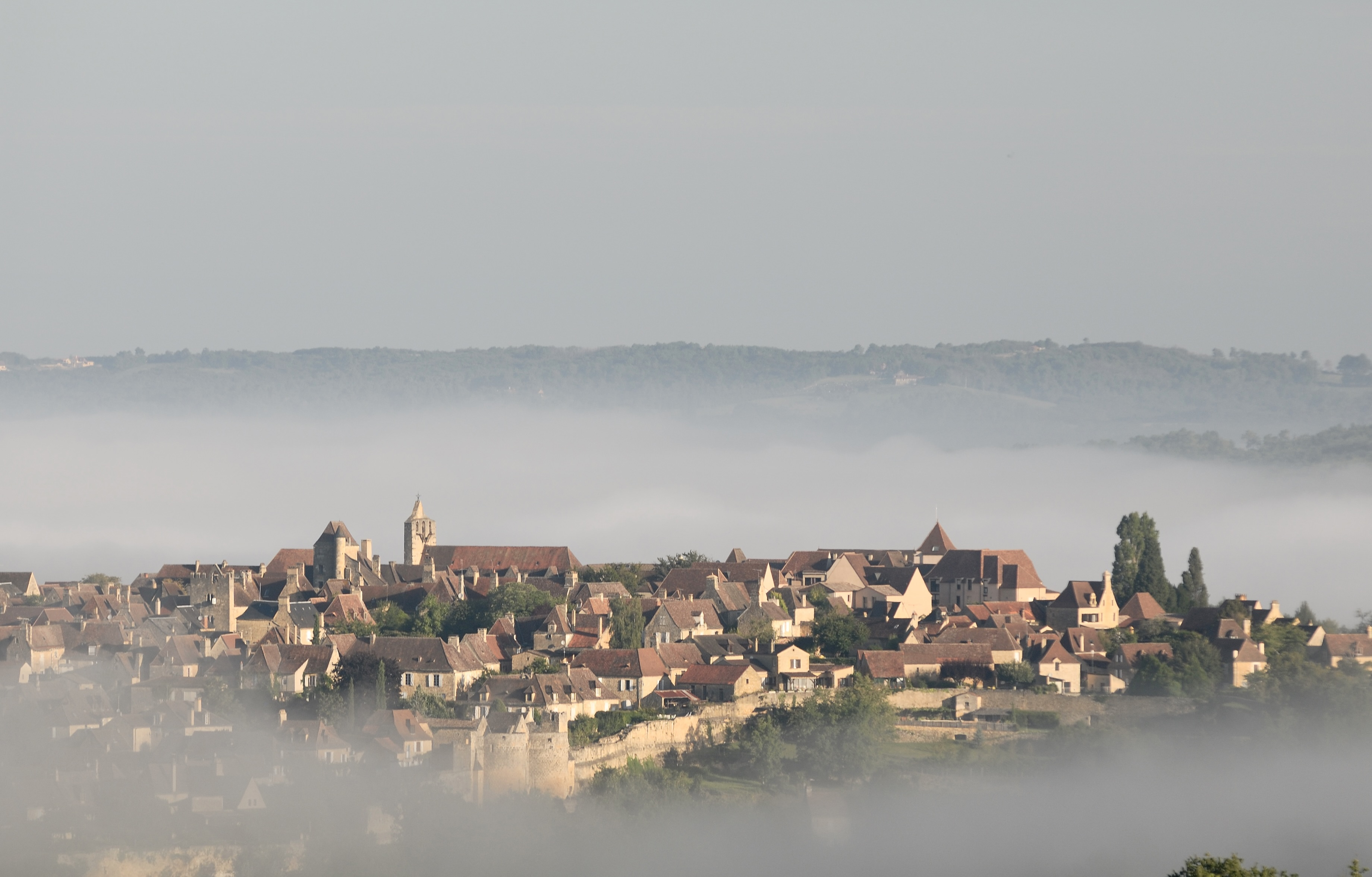
Domme
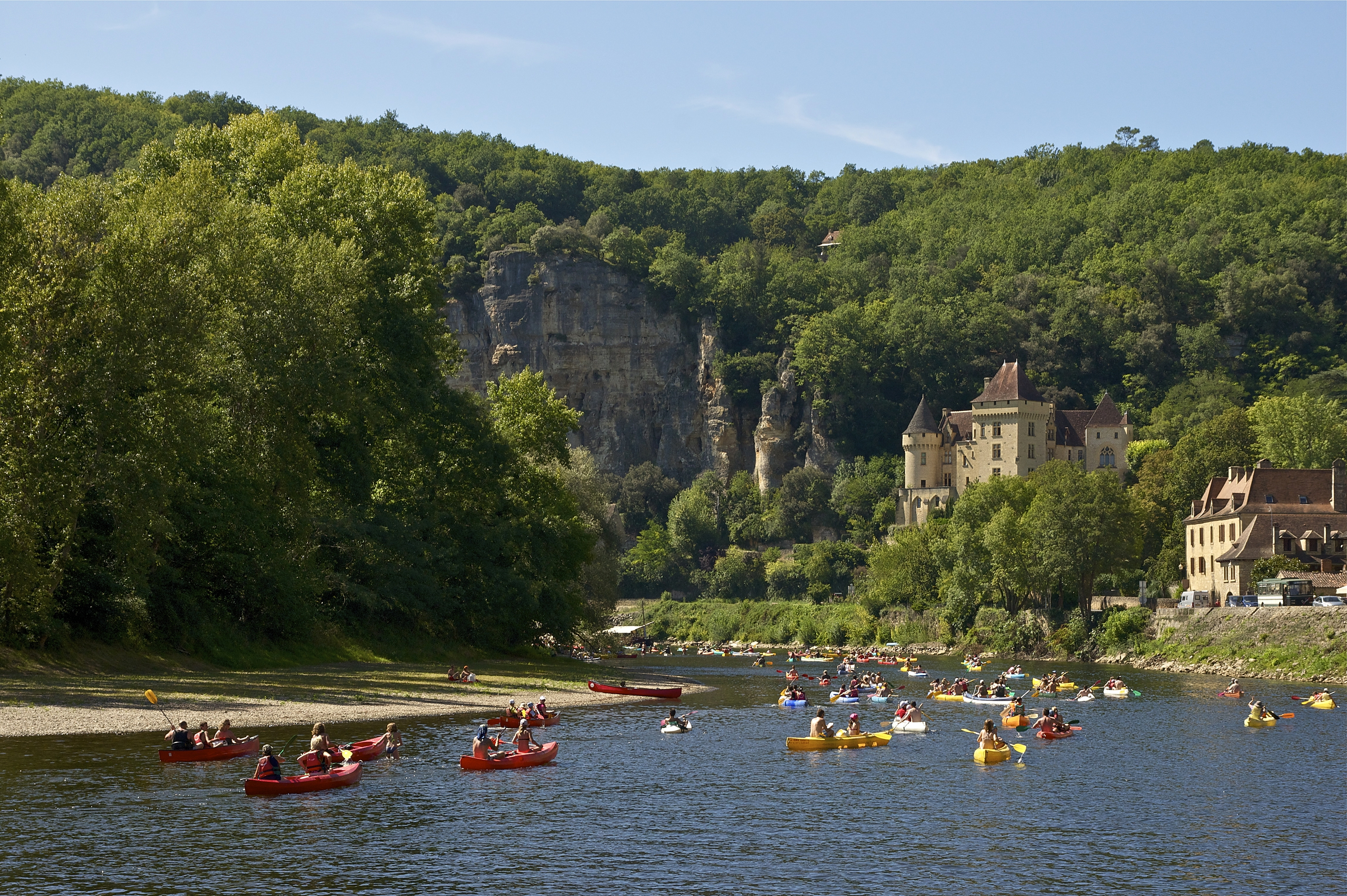
La Roque-Gageac
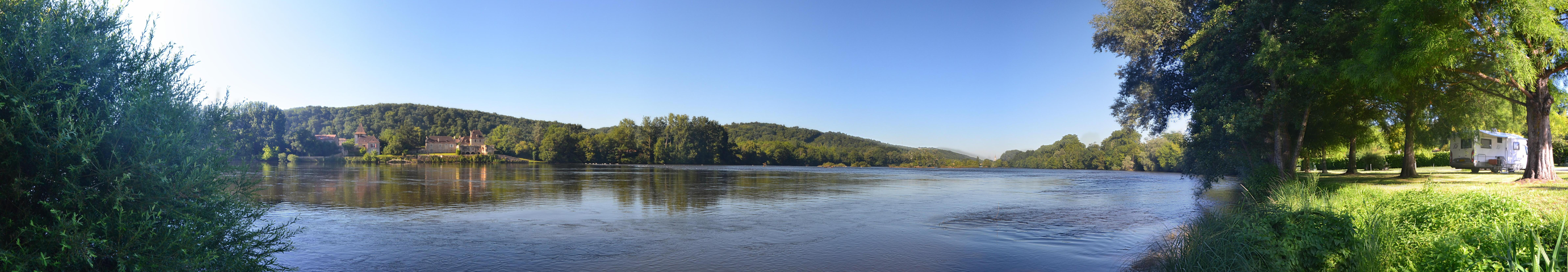
De Dordogne bij Lalinde
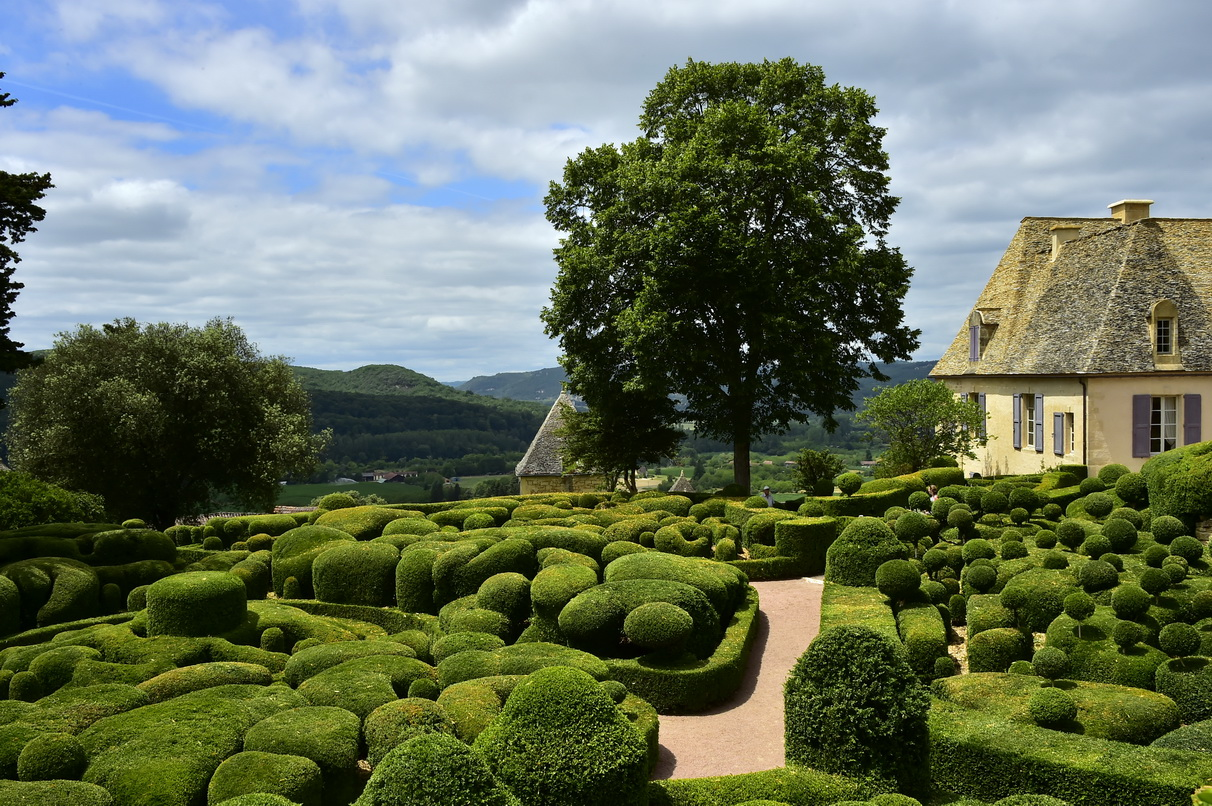
Jardins de Marqueyssac